# Station Lairg
Station Lairg (Engels: Lairg railway station; Schots-Gaelisch: Stèisean Luirg) is het spoorwegstation van de Schotse plaats Lairg. Van het zuiden ligt het station iets voor het dorp. Het station ligt aan de Far North Line.

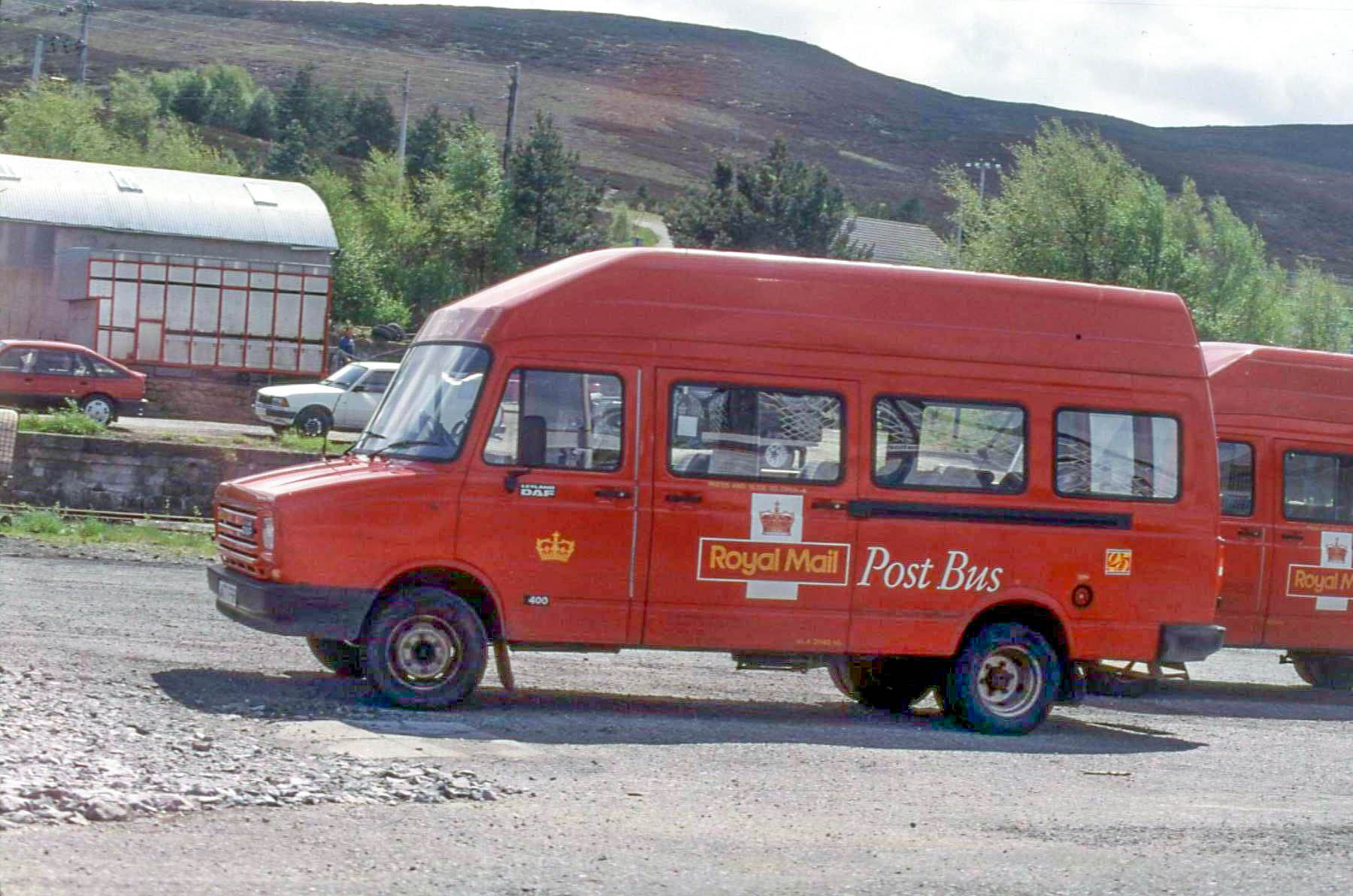
Postbus, 1996